# Statuia lui Ion Dalles din Bucșani
Statuia lui Ion Dalles din Bucșani este un monument istoric aflat pe teritoriul satului Bucșani, comuna Bucșani.